# Świecznik siedmioramienny (Essen)

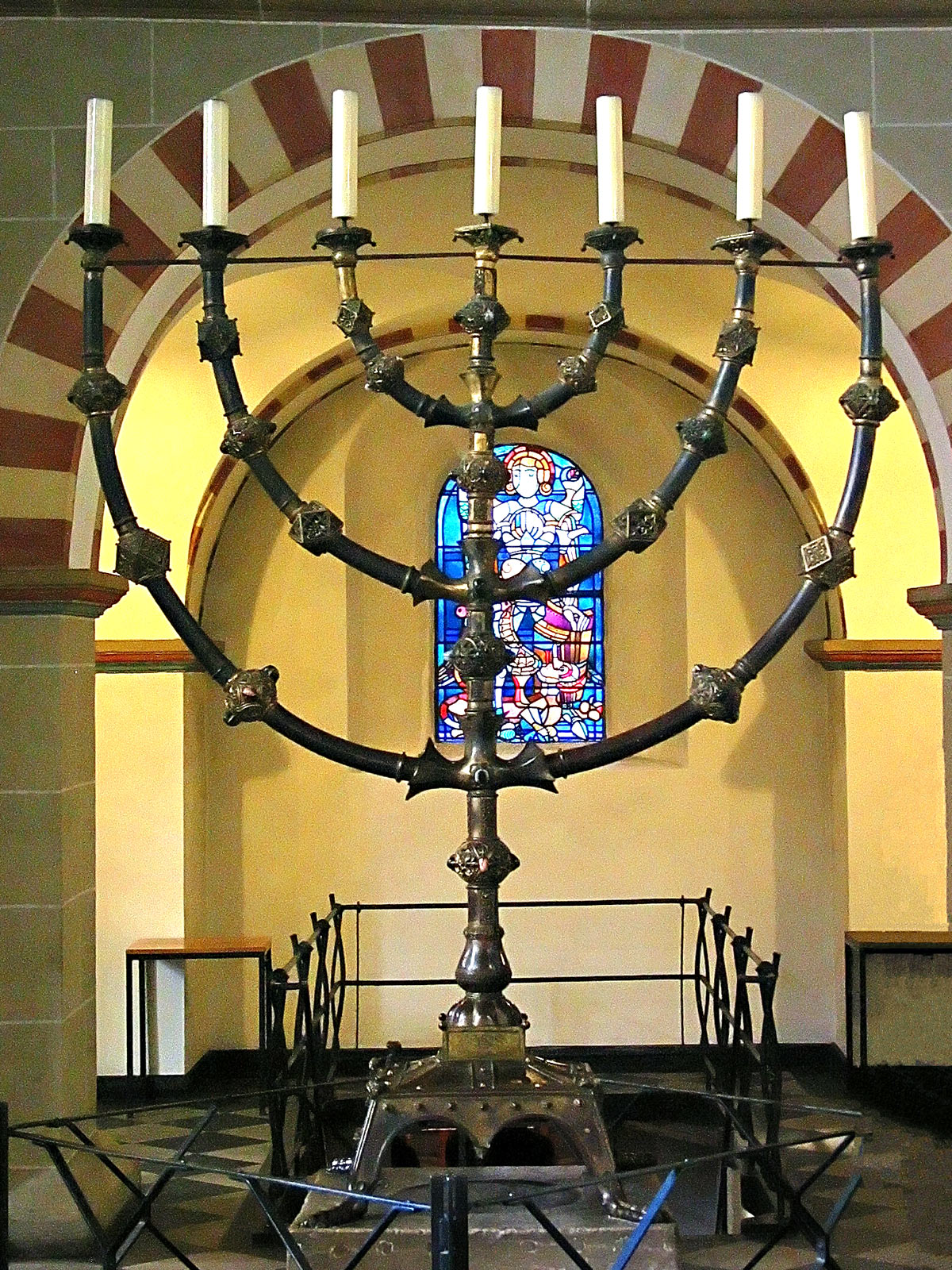
Świecznik siedmioramienny z 1000 r.

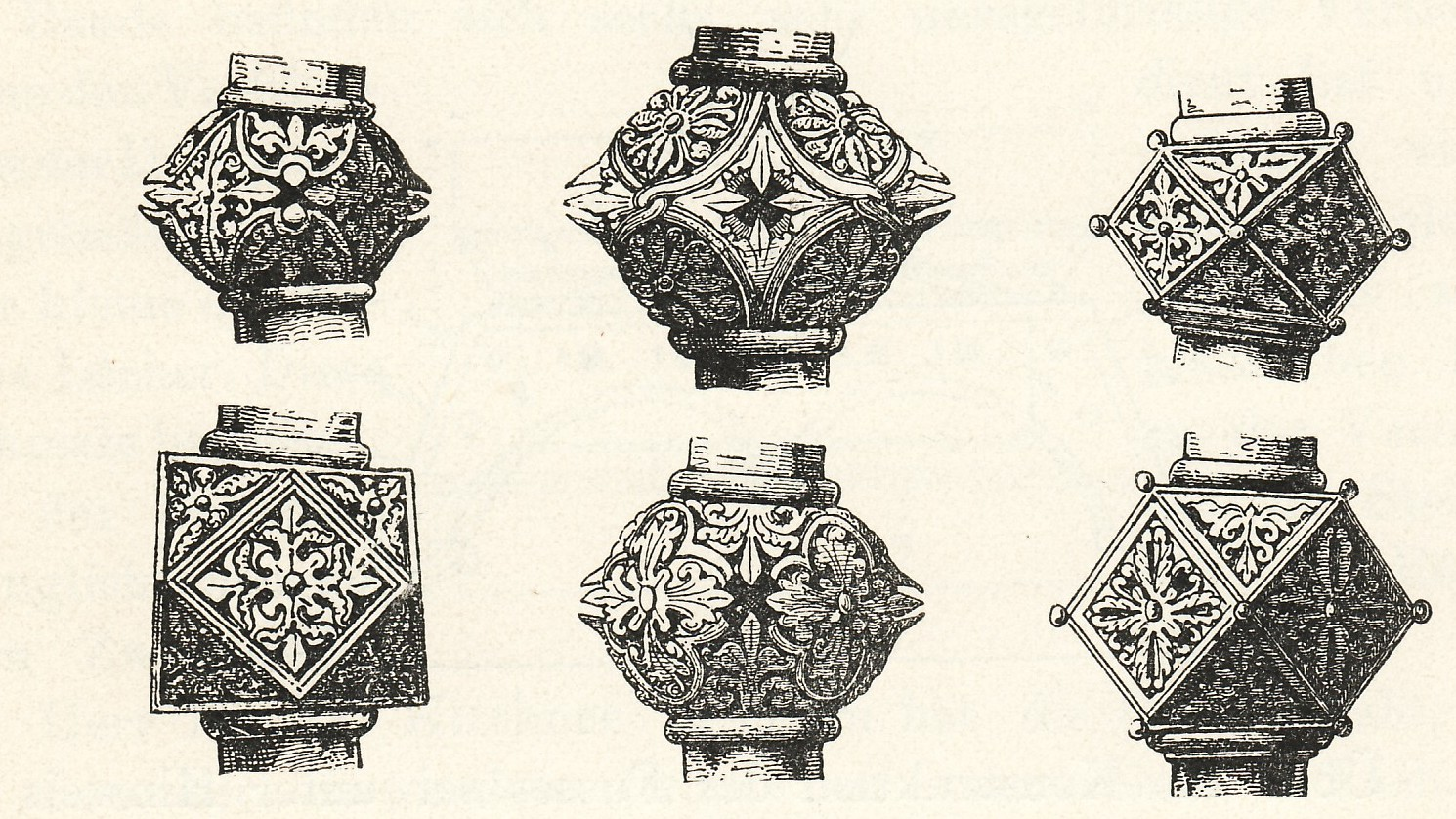
Kilka ozdobnych guzów z ramion świecznika według Georga Humanna

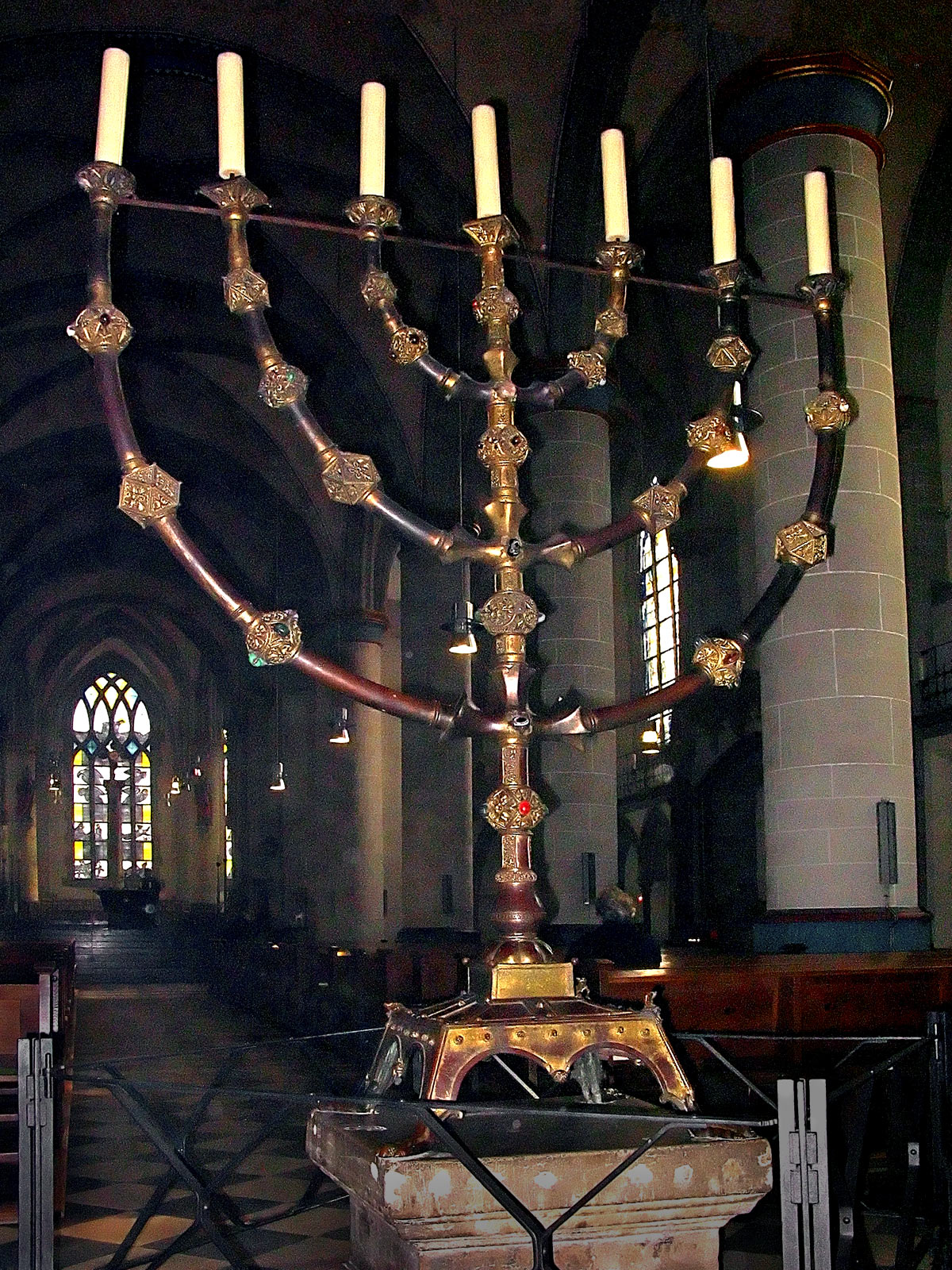
Widok na świecznik od strony zachodniej

Świecznik siedmioramienny – dzieło wykonane z brązu na polecenie Matyldy (949–1011), przełożonej żeńskiego opactwa w Essen, która pełniła swój urząd w latach (971–1011). Świecznik ten ofiarowała katedrze Świętych Kosmy i Damiana w tymże mieście, gdzie znajduje się do dziś. Jako przykład romańskiej plastyki brązowej jest jednym z trzech zachowanych do dziś dzieł tego typu. Pozostałe dwa świeczniki znajdują się w katedrze Świętego Błażeja w Brunszwiku oraz katedrze w Mediolanie.

## Dzieje
Wykonany ok. roku 1000 jest ideowym nawiązaniem do świecznika w starotestamentowej świątyni Salomona. Nie jest znane pierwotne jego usytuowanie. Najprawdopodobniej pełnił funkcję sepulkralną, umieszczony był nad grobowcem opatki, który znajdował się w katedralnej krypcie. Świecznik jest znany dopiero z XIV-wiecznej liber ordinarius. Z tego źródła dowiadujemy się, iż świecznik był usytuowany w nawie głównej w pobliżu skrzyżowania nawy z transeptem, obok nieistniejącego dziś ołtarza Świętego Krzyża. W obecnym miejscu, wewnątrz dawnego ottońskiego westwerku, znajduje się od 1987 ze względu na zaadaptowanie części wschodniej do potrzeb liturgicznych z udziałem biskupa i kapituły katedralnej, od 1956 kościół stał się siedzibą biskupstwa Essen. 
Podczas wojen, podobnie jak zbiory skarbca katedralnego, świecznik był ewakuowany. Miało to miejsce kilka razy. Pierwszy raz podczas wojny trzydziestoletniej, następnie podczas kampanii Napoleona, powstania ruhrskiego i ostatnio w II wojnie światowej. Po wojnie przeszedł gruntowną konserwację i badania trwające do 1987, kiedy świecznik został usytuowany w historycznym miejscu. Obecnie pełni swoją funkcję liturgiczną w najważniejsze święta kościelne. 
Oprócz oryginalnego dzieła zachowały się dwie wierne repliki świecznika esseńskiego, obie zostały wykonane w 1873. Jedna znajduje się w londyńskim Muzeum Wiktorii i Alberta, druga zaś w Berlinie.

## Opis
Siedmioramienny świecznik z Essen stoi na masywnym kubicznym cokole z uwydatnioną za pomocą profilowanego gzymsu podstawą. Cokół stanowi antyczne spolium, sprowadzony został z Rzymu, prawdopodobnie była to podstawa posągu. Sam świecznik składa się z 46 elementów, jest wysoki na 2,26 metra, zaś całkowita rozpiętość ramion wynosi ponad 1,88 metra. Czworoboczna baza świecznika ma cztery nóżki zakończone stylizowanymi stopami. Na narożnikach strony wierzchniej stopy są figurki siedzących satyrów z banderolami w rękach. Na banderolach zapisane są cztery kierunki świata – Aquilo (północ), Oriens (wschód), Meridies (południe) oraz Occidens (zachód). W całości zachowała się jedynie figurka "północnego" satyra. Na bocznych ściankach bazy po trzy reliefowe twarze monstrualnych stworów, główki demonów zdobią również ostre zakończenia tych ścianek. Na jednym z kilku wybrzuszeń trzonu znajduje się wstęga z wygrawerowaną inskrypcją, której treść brzmi następująco: Mathild abatissa me fieri jussit et Christo consecravit.
Ramiona świecznika zdobią symetrycznie rozstawione guzy o regularnych, kulistych lub poligonalnych formach. Powierzchnia każdego z nich zdobi wyszukana dekoracja złożona ze stylizowanych motywów roślinnych. Niektóre guzy są kameryzowane. Wśród szlachetnych i półszlachetnych kamieni są heliotropy, topazy, agaty, ametysty, malachity, jaspisy oraz kryształy górskie. Prawdopodobnie dawniej powierzchnia świecznika była pokryta złotem. Każde z ramion wieńczą miseczki na wosk w formie dekorowanych konsoli. Zastosowano naprzemianlegle dwa przekroje miseczek – okrągłe i romboidalne.

## Symbolika
Świecznik esseński w swojej formie przypomina żydowską menorę, która według tradycji symbolizuje krzew gorejący, widziany przez Mojżesza na górze Horeb. Wzniesiona na polecenie króla Salomona Świątynia Jerozolimska miała wewnątrz świecznik, którego wygląd zapisała Księga Wyjścia (Wj 37, 17–24). Możliwe, iż świecznik stanowił część dawnego wystroju kościoła opackiego w Essen, który stanowił ideową kopię świątyni starotestamentowej, co miało miejsce w wielu średniowiecznych kościołach. 
Średniowieczni teologowie, przede wszystkim Ruphert z Deutz, podkreślali biblijną egzegezę świecznika siedmioramiennego, który miał symbolizować Drzewo Jessego. W Księdze Izajasza jest zapisane: „I wyrośnie różdżka z pnia Jessego, wypuści się odrośl z jego korzeni. I spocznie na niej Duch Pański, duch mądrości i rozumu, duch rady i męstwa, duch wiedzy i bojaźni Pańskiej. Upodoba sobie w bojaźni Pańskiej. Nie będzie sądził z pozorów ni wyrokował według pogłosek”. Odnosi się to do Jezusa i jego życia zarówno na niebie, jak i na ziemi. Wyeksponowanie czterech kierunków świata w bazie i zastosowanie alternacji w formie ramion może mieć także wymowę symboliczną. Liczba siedem symbolizuje jedność świata niebiańskiego, którego reprezentantem jest Trójca Święta, ze światem ziemskim. Ziemię symbolizują cztery kierunki. Ponadto świecznik symbolizuje siedem łask Ducha Świętego. 
W sztuce doby Ottonów szczególną rolę odegrało rzemiosło artystyczne, zwłaszcza złotnictwo i plastyka z brązu, które wcześniej rozwinęły się na terenie Italii, gdzie były obecne silne wpływy sztuki bizantyńskiej. Od strony stylistycznej w dziele z Essen dostrzegalne są wpływy sztuki dolnosaksońskiej (m.in. świecznik Hezilo, drzwi Bernwarda i kolumna Chrystusa w Hildesheim) jednakże Dolna Saksonia nie była miejscem wykonania świecznika.